# Маріупольська міська історична бібліотека імені Михайла Грушевського
Маріу́польська істори́чна бібліоте́ка ім. Груше́вського  — бібліотека у Приморському районі Маріуполя.

## Історія
У 1958 році бібліотека вперше відкрилася в приміщенні БК «Моряків». У 1984 році, у зв'язку з розширенням гуртків, бібліотеку перевели в будівлю гуртожитку порту.
З 1984 року по 1992 рік бібліотека мала статус Маріупольської міжспілкової бібліотеки центральної бібліотечної системи, виконуючи роль головної бібліотеки профспілкової системи міста, і об'єднувала книжкові установи портів Азовського моря. З розпадом Радянського Союзу перестали існувати і централізовані системи. Рішенням міськвиконкому бібліотеку перейменували в міську історичну бібліотеку ім. Грушевського.

## Фонд
Бібліотека має фонди профспілкової системи, а зараз комплектування книгами відбувається виходячи із статусу бібліотеки: історична та краєзнавча література, історія релігії та економіки, всесвітня історія, історія мистецтв, право, історія Росії та України. Фонди історичної бібліотеки налічують близько 30 тисяч книг, а також періодичні видання.
Щорічно бібліотеку відвідують близько 5 тисяч читачів.
У 2003 році бібліотека переїхала в гуртожиток порту і займала площі на умовах короткострокової оренди через регіональне відділення фонду Держмайна.

## Джерело
- Алексей Лиманский. О меценатстве, библиотечном деле и искусстве // Вечерний Мариуполь.